# بیوونا
بیوونا (به ایتالیایی: Bivona) یک کومونه در ایتالیا است که در استان آگریجنتو واقع شده‌است.

## خصوصیات
بیوونا ۸۸٫۵۷ کیلومترمربع مساحت و ۴٬۰۰۴ نفر جمعیت دارد و ۵۰۳ متر بالاتر از سطح دریا واقع شده‌است.

## خواهرخوانده
شهر Collebeato خواهرخواندهٔ بیوونا هست.

## نگارخانه

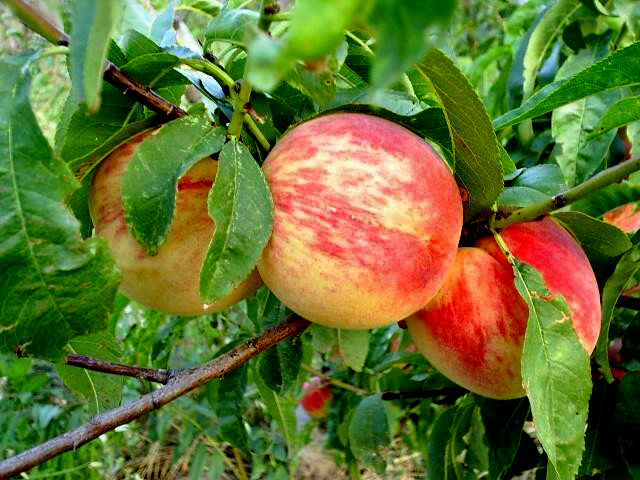